# Illobre (Pontellas)
Illobre es una aldea española situada en la parroquia de Pontellas, del municipio de Betanzos, en la provincia de La Coruña, Galicia.

## Demografía
| Gráfica de evolución demográfica de Illobre entre 2000 y 2022 |
|                                                               |
| Datos según el nomenclátor publicado por el INE.              |